# 29550 Yaribartolini
29550 Yaribartolini è un asteroide della fascia principale. Scoperto nel 1998, presenta un'orbita caratterizzata da un semiasse maggiore pari a 2,6840886 au e da un'eccentricità di 0,2041450, inclinata di 13,86565° rispetto all'eclittica.
L'asteroide è dedicato a Yari Bartolini, nipote della scopritrice.